# 反覆性風濕症
反覆性風濕症（英語：Palindromic Rheumatism；PR）是一種症候群，典型症狀為「反覆發生」且會「自己消退」的「關節」和「關節周邊」的發炎反應，即關節炎或是關節周圍軟組織的發炎（風濕）。病程多為急性，由急性且快速進展的發作組成。症狀包括一個或多個關節的疼痛、發紅、腫脹和功能障礙。反覆的（回文式的）發作間隔（頻率）和每次發作的時間長短（持續時間）由數小時到幾天不整，差異極大。隨時間進展，發作次數可能更為頻繁，但發作後並不會造成關節受損。這個症候群被視為一種自體免疫性疾病，可能是一種尚未完全發展的類風濕性關節炎。

## 表現
反覆性風濕症在人群中的正確盛行率並不清楚，非風濕病專科醫師通常認為這是一種罕見的情況。然而，最近的加拿大研究顯示，在一群新發生關節炎的患者中，平均每新增一個反覆性風濕症的患者，對應的也增加 1.8 個類風濕性關節炎。因此，推論反覆性風濕症的發生率低於類風濕關節炎，但並非像過去認知的一般罕見。此外，非風濕病專科醫師對此問題認識不足，誤診為痛風或是其它關節問題的情況相當常見。
反覆性風濕症，這個症候群表現為一個或多個關節或是關節周邊的軟組織發炎，如同：關節炎和軟組織風濕症。發作時通常以單關節或寡關節表現，症狀會持續數小時或長達數天，然後症狀完全消失。然而，反覆發作的情況會形成一種模式，在兩次發作間的無症狀期可以持續數周至數月。最常受影響的是膝關節、掌指關節及近端指間關節等區域。以全身來說，少數患者可能會合併發燒和關節腫脹。發作時，關節周邊的軟組織也會腫脹，特別是足跟組織墊和指腹組織墊。皮下組織可能出現結節。發作的頻率隨時間及病程進展可以變高或變低，但發作後不應出現關節破壞。若關節出現破壞，疾病可能已轉變為類風濕性關節炎。
好發於 20 至 50歲間的人群。一項研究顯示，平均發病年齡為 49 歲。
一個根據台灣健保資料庫的世代研究指出，反覆性風濕症的患者之後發展成其它自體免疫性疾病的風險增加，包括：類風濕性關節炎、全身性紅斑狼瘡、乾燥症、全身性硬化病和多發性肌炎。

## 原因
反覆性風濕症的病因不明。有人認為它是一種尚未完全發展的類風濕性關節炎，因患者中具有抗環瓜氨酸肽抗體（anti-CCP）和抗角蛋白抗體（AKA，anti-keratin antibodies）的比例較高，如同類風濕性關節炎患者。與類風濕性關節炎和其他形式的關節炎不同，反覆性風濕症患者中男女比例相近。 由病原體 Tropheryma whipplei（過去稱為 T. whippelii）感染造成的惠氏病（Whipple disease）常會出現反覆性風濕症一般的症狀。

## 診斷
反覆性風濕症的症狀和間歇發作的特質，診斷難度較高且需要更長的時間。症狀與其他形式的風濕症、關節炎或自體免疫疾病近似，且沒有特殊針對性（高特異度）的診斷檢驗，在確定診斷前需先排除其他可能的相關疾病。
目前沒有單一檢驗可以確定診斷。醫生可能根據病史、症狀和體徵診斷。必須鑑別的情況包括：急性痛風關節炎和非典型的類風濕性關節炎急性發作。若沒有進行特定檢驗（如，關節液分析）是沒辦法區別以上疾病。要特別注意的是一個患者可能同時合併數種自體免疫性疾病於一身（重疊症候群）。實驗室檢驗通常沒有異狀。血液檢驗可能發現紅血球沉降率（ESR）和C反應蛋白（CRP）上升，但其他項目則無明顯異常。日後可能進展成類風濕關節炎或其它自體免疫疾病的患者，包括類風濕因子、抗環瓜氨酸肽抗體、抗核抗體等血清學檢驗可能出現異常。
格恩（Guerne）和魏斯曼（Weismann）在 1992 年提出的分類標準：
- 單關節炎、軟組織發炎或極少數的多關節炎，短暫的突然發作和反復出現的病史，達 6 個月。
- 醫師直接觀察到至少一次發作。
- 不同發作時，曾影響 3 個或更多的關節。
- 關節或骨頭的放射線檢查沒有出現侵蝕。
- 排除其他關節炎，如：類風濕性關節炎、全身性紅斑狼瘡或痛風。

## 處置
急性發作可用非類固醇抗炎藥（NSAIDs）治療。抗瘧藥，例如：羥氯喹（奎寧，hydroxychloroquine）可能有助於減少發作的頻率和持續時間，並可能減少它進展成類風濕關節炎的風險。

## 辭源
反覆性風濕症的名字中的「palindromic」源自希臘文意指再次走同樣的路（ = 再次 +  = 路徑）強調疾病是如何以相似的方式開始和結束，就像同一條路走兩次一般。單字「palindrome」代表「回文」，是指一個字的拚寫方式，由左至右（前拚）和由右至左（反拚）完全相同，例如：kayak（皮划艇）和 mum（媽媽）。

## 外部連結
- The IPRS website（页面存档备份，存于） Retrieved Sept. 5, 2006.